# Flavobathelium epiphyllum
Flavobathelium epiphyllum — вид грибів, що належить до монотипового роду Flavobathelium.